# 丘雪祺
丘雪祺，香港著名女性高級訂製服裝設計師及企業形象指導。擅長設計各式晚裝和婚紗禮服，有「高定女王」Couture Queen之稱。

## 背景
Cecilia Yau出生於香港，於香港理工大學修讀攝影設計，完成首年課程後赴笈法國，就讀法国ESMOD高级时装艺术学院，主修高級時裝，以一級成績畢業。。創立時裝自有品牌 「Cecilia Yau Couture 」、 「CECILIA YAU 」及 「Cecilia Yau Wedding 」

## 經典設計
Cecilia擅長運用閃爍的釘珠刺繡以及立體的剪裁，設計浪漫典雅的婚紗及晚裝，受到不少名人明星喜愛。2013年，香港名媛汪圓圓Irene Wang與香港「玩具大王」蔡志明的獨子丶港區全國政協委員蔡加讚Karson Choi在香港會議展覽中心舉行以逾億元港幣打造的世紀婚禮，一對新人穿著的新派中式裙褂及馬褂，便是出自Cecilia Yau之手。這是Cecilia生平第一次設計裙褂，棄用傳統的紅色改以金色做主調，並以水晶做點綴，感覺摩登而不失傳統，效果燦眼閃亮，令一對新人閃閃發光。這也是Cecilia 印象最深刻的設計作品，堪稱經典。
2019年，汪圓圓表妹湛琪清Jessica與男友金承威結婚時，也是穿着這件裙褂出嫁。2022年汪圓圓重提舊事，稱自從做模特兒時已認識Cecilia, 很欣賞她的才華，希望該襲裙褂留待將來女兒出嫁之用，成為「家傳之寶」。
Cecilia的熟客不乏城中名媛，2009年，Cecilia為影視紅星郭羡妮設計一襲中空低胸晚裝，出席TVB無綫電視台慶節目，瞬間引爆成為城中熱話，Cecilia 亦備受矚目。
香港電影金像獎兩屆影后葉童與Cecilia相識多年，特別欣賞Cecilia 華麗而浪漫的女性化設計風格。葉童的英文名亦是Cecilia，故此特別投契。葉童擔任金馬獎頒獎典禮的頒獎嘉賓時，亦曾穿着Cecilia設計的晚禮服。

## 奬項
- 1999年獲香港貿易發展局主辦的「香港青年時裝設計家創作表演賽」全場總冠軍及創意大獎。[2]
- 2005年獲品牌La Prairie頒贈「最具魅力女性大獎」
- 2008年獲香港傳藝中心頒贈「十大傑出設計師」[8]
- 2013年及2014年獲香港傳藝中心頒贈「大中華傑出設計大獎」。[9]
- 2013年獲選為香港十大傑出青年。[10][11]
- 2020年獲香港金紫荊女企業家協會頒發「創意藝術企業家獎」。[12]

## 社會職務及貢獻
Cecilia經常代表香港參加海外大型時裝表演，包括第四屆福岡亞洲時裝節、上海時裝節、 New York Fashion Week、衣酷適新加坡展覽及亞洲時裝表演、 Redress on the Runway Fashion Show 等等。Cecilia 亦多次獲香港貿易發展局邀請到紐約、杜拜、日本、中國內地參與多個海外時裝活動，足跡遍佈全球。
Cecilia曾擔任母校香港理工大學設計學院及CITA製衣業訓練局的客席講師及導師，亦曾任北京清華大學美術學院學術講座主講講師，並獲邀在多個大型活動和設計比賽擔任評判及主講嘉賓，包括香港貿易發展局主辦的「香港青年時裝設計家比賽2004」、「第29屆香港鐘錶設計比賽」、「第十屆香港眼鏡設計比賽」、馬來西亞時裝週的「青年時裝設計家比賽」、香港傳藝中心主辦的「香港傳藝節超級模特兒大賽及青年時裝創作大賽」、De Beers Diamond 主辦的 Natures Miracle International Design Competition;「第二屆亞洲青年婚紗時裝設計大賽」、「衣酷適再生時尚設計2011」、Triumph Inspiration Award 2012(National Final) 等等，目的在鼓勵年輕人加入設計行列，推動產業不斷向前。她亦曾應世界頂級豪華轎軍品牌勞斯萊斯之邀進行跨界合作，為品牌全新發布的特別版車型打造一系列高訂服飾，她更特別為此設計了一條披肩，採用法國手工釘珠喱士和頂級的山羊絨，綴以漸變色的鴕鳥毛，非常高貴。
由於多年來在時尙藝術界的成就及對社會的貢獻，Cecilia Yau獲委任為香港特別行政區政府電影報刊及物品管理顧問小組電影檢查委員。